# 中国纪检监察报
《中国纪检监察报》是由中国共产党中央纪律检查委员会、中华人民共和国国家监察委员会主管，中央纪委国家监委新闻传播中心主办的日报，是中央纪委和国家监委的机关报。
《中国纪检监察报》于1994年创刊，2005年起改为日报，由江泽民题写报头。报纸以宣传中国共产党中央委员会关于党风廉政建设和反腐败斗争的指导思想、方针政策和重大决策，宣传中国共产党和中华人民共和国反腐倡廉法律、法规和条例，宣传中国各地和各领域反腐倡廉工作情况为主要内容。